# Carlota Leopoldina de Castro Lima
Carlota Leopoldina de Castro Lima, Viscondessa de Castro Lima a 16/08/1879 (Lorena, batizada em 21 de dezembro de 1808 — Lorena, 08 de dezembro de 1882) foi uma nobre brasileira.

## Casamento
Casou-se, em 18/08/1827, em Lorena, com Joaquim José Moreira Lima (nasceu em 19 de fevereiro de 1807 em São Miguel de Baltar - Portugal e faleceu em 13 de janeiro de 1879 em Lorena), filho de Matheus Dias de Oliveira da Ponte e de Anna Moreira. Recebeu o título de Viscondessa depois de viúva

## Descendentes
Foi mãe de:
1) Antônio Moreira de Castro Lima, 2° Barão de Castro Lima; 
2) Ana Leopoldina de Castro;
3) Angelina;
4) Eulália, Baronesa de Santa Eulália;
5) Joaquim José Moreira Lima Júnior, Barão e depois Conde de Moreira Lima; 
6) Braulio;
7) Dr. Getúlio Moreira Lima, advogado;
8) Maria Lina.

## Ligação externa
- Página de A Nobreza Brasileira de A a Z

1. ↑  https://pesquisa.adporto.arquivos.pt/viewer?id=486437
2. ↑  PT-ADPRT-PRQ-PPRD03-001-0006_m0845.tif